# Kongolabrücke
Die Kongolabrücke (englisch Kongola Bridge) führt seit 2004 den Divundu–Katima Mulilo Highway genannten Abschnitt der Nationalstraße B8 über den Kwando. Sie steht im Trans-Caprivi Corridor in der Region Sambesi im Nordosten von Namibia.
Die Brücke befindet sich rund zehn Kilometer westlich der Ortschaft Kongola und rund 50 Kilometer nördlich des Mudumu-Nationalparks.
Aus technischer Sicht handelt es sich um einen aufgeschütteten Damm mit Durchlässen. Der Damm ist etwa 70 m lang und hat vier Durchlässe aus Wellblech, die etwa 10 m weit und rund 30 m lang sind. Die Flanken des Dammes sind teilweise mit Beton verstärkt, um Auswaschungen zu verhindern.
Der Bau des Trans-Caprivi-Highway und damit der Kongolabrücke ist eng mit Klaus Dierks verbunden, einem aus Deutschland stammenden Bauingenieur und namibischen Verkehrsplaner und Politiker.
Die Kongolabrücke ist die einzige Kwandoquerung für Hunderte von Kilometern. Westlich der Kongolabrücke beginnt der Bwabwata-Nationalpark. 